# Synchroonzwemmen op de Olympische Zomerspelen 2020 – Team
Het onderdeel team van het synchroonzwemmen op de Olympische Zomerspelen 2020 in Tokio vond plaats op 6 en 7 augustus 2021 in het Tokyo Aquatics Centre. Het goud was met 196.0979 punten voor de Russische ploeg, zilver ging naar China en Oekraïne won het brons.

## Uitslag
| Rang   | Zwemsters | Zwemsters | Routine   | Routine | Totaal   |
| Rang   | Zwemsters | Zwemsters | Technisch | Vrij    | Totaal   |
| ------ | --------- | --- | --------- | ------- | -------- |
| Goud   | ROC       | Vlada Chigireva Marina Goliadkina Svetlana Kolesnitsjenko Polina Komar Alexandra Patskevich Svetlana Romasjina Alla Shishkina Maria Shurochkina                    | 97.2979   | 98.8000 | 196.0979 |
| Zilver | CHN       | Feng Yua Guo Lia Huang Xuechena Liang Xinpinga Sun Wenyana Wang Qianyia Xiao Yanninga Yin Chengxin                                                                 | 96.2310   | 97.3000 | 193.5310 |
| Brons  | UKR       | Maryna Aleksiyiva Vladyslava Aleksiyiva Marta Fiedina Kateryna Reznik Anastasiya Savchuk Alina Shynkarenko Kseniya Sydorenko Yelyzaveta Yakhno                     | 94.2685   | 96.0333 | 190.3018 |
| 4      | JPN       | Juka Fukumura Yukiko Inui Moeka Kijima Okina Kyogoku Mayu Tsukamoto Akane Yanagisawa Mashiro Yasunaga Megumu Yoshida                                               | 93.3773   | 94.9333 | 188.3106 |
| 5      | ITA       | Beatrice Callegari Domiziana Cavanna Linda Cerruti Francesca Deidda Costanza Di Camillo Costanza Ferro Gemma Galli Enrica Piccoli                                  | 91.3372   | 92.8000 | 184.1372 |
| 6      | CAN       | Emily Armstrong Rosalie Boissonneault ndrée-Anne Côté Camille Fiola-Dion Claudia Holzner Audrey Joly Halle Pratt Jacqueline Simoneau                               | 91.4992   | 92.5333 | 184.0325 |
| 7      | ESP       | Ona Carbonell Berta Ferreras Meritxell Mas Alisa Ozhogina Paula Ramírez Sara Saldaña Iris Tió Blanca Toledano                                                      | 90.3780   | 91.5333 | 181.9113 |
| 8      | EGY       | Laila Ali Nora Azmy Hanna Hiekal Maryam Maghraby Farida Radwan Nehal Saafan Shahd Samer Jayda Sharaf                                                               | 77.9147   | 80.0000 | 157.9147 |
| 9      | AUS       | Carolyn Rayna Buckle Hannah Burkhill Kiera Gazzard Alessandra Ho Kirsten Kinash Rachel Presser Emily Rogers Amie Thompson                                          | 75.6351   | 77.3667 | 153.0018 |
|        | GRE       | Maria Alzigkouzi Kominea Eleni Fragkaki Krystalenia Gialama Pinelopi Karamesiou Andriana Misikevych Evangelia Papazoglou Evangelia Platanioti Georgia Vasilopoulou | DNS       | DNS     | DNS      |